# ティモテ・タヴァレア
ティモテ・タヴァレア（Timote Tavalea、1998年8月5日 - ）は、ラグビーユニオンの選手。ジャパンラグビーリーグワンのNECグリーンロケッツ東葛に所属している。

## 略歴
2018年、オーストラリアのジョンポールカレッジ（John Paul College ）卒業後、山梨学院大学に入る。
2021年、山梨学院大学ラグビー部の共同主将に就任。
2022年、ジャパンラグビーリーグワンの三菱重工相模原ダイナボアーズに加入。
2023年3月19日に行われたJAPAN RUGBY LEAGUE ONE第7節埼玉ワイルドナイツ戦にて途中出場でリーグワン公式戦初出場を果たして、デビュー戦でトライをあげた。
2025年5月、三菱重工相模原ダイナボアーズを退団。
2025年7月、NECグリーンロケッツ東葛に加入。